# Marc Spector (Universo cinematográfico de Marvel)
Marc Spector y Steven Grant son personajes ficticios interpretados por Oscar Isaac en el Universo cinematográfico de Marvel (MCU), basada en las personalidades asociadas del personaje de Marvel Comics Moon Knight. Spector es un mercenario estadounidense que se convierte en el avatar del dios lunar egipcio Khonshu como el justiciero Moon Knight (Caballero Luna, en España); también está casado con la arqueóloga egipcia Layla El-Faouly. Spector tiene un trastorno de identidad disociativo (TID), que desarrolló como resultado del abuso infantil de su madre Wendy después de la muerte de su hermano Randall, creando a Grant, un británico que opera como empleado de una tienda de regalos y conocedor de la cultura egipcia. Grant luego se enfrenta a la diosa egipcia Ammit y su avatar Arthur Harrow; a lo largo de su búsqueda por saber los planes de Harrow, Grant se da cuenta de la existencia de Spector y Khonshu y usa el alias de vigilante Mr. Knight de manera similar a la personalidad de Spector, Moon Knight. Grant y Spector a lo largo de su viaje también se reúnen con Layla y tienen encuentros con Anton Mogart, el grupo de dioses egipcios La Eneada, la diosa Taweret, y Spector se enfrenta a su pasado.
Una tercera personalidad, Jake Lockley, existe en secreto por separado tanto de Spector como de Grant. Conduciendo una limusina, Lockley trabaja con Khonshu para ejecutar a Harrow (junto con Ammit) después de que el dios acordó dejar afuera a Spector y Grant de su servicio.
A 2022, el personaje ha aparecido en la serie de Disney+ Moon Knight (2022). Después de su introducción en la serie Disney+, Moon Knight aparecerá en futuras películas del MCU.

## Biografía del personaje ficticio

### Primeros años de vida
Marc Spector nació el 9 de marzo de 1987 en Chicago, Illinois, hijo de Elias y Wendy Spector. Un día, durante su infancia, Spector y su hermano menor, Randall, se aventuraron en una cueva cerca a su casa que se inundó inesperadamente debido a las fuertes lluvias, lo que provocó que Randall se ahogara. Wendy, angustiada, culpó a Spector por la muerte de Randall y se volvió física y verbalmente abusiva con él. El trauma de la muerte de Randall y el abuso de su madre hicieron que Marc desarrollara un trastorno de identidad disociativo (TID), manifestando el alter ego Steven Grant; Grant se basa en un arqueólogo ficticio del mismo nombre de la película Tomb Buster que él y Randall solían ver juntos. Grant no se daría cuenta de la infancia abusiva de su anfitrión, ya que Spector quería asegurarse de que permaneciera feliz y a salvo del daño que tenía que soportar. Ya en la adolescencia, Spector eventualmente se iría de casa a pesar de los intentos de Elias de convencerlo de que su madre buscaría ayuda. 
Ya de adulto, Spector se unió a las Fuerzas Armadas de los Estados Unidos, pero fue dado de baja con deshonra por ausentarse sin permiso después de entrar en un estado de fuga mientras estaba de servicio. Spector trabajaría con su comandante Bushman en misiones como mercenario; pero en un trabajo con el arqueólogo Abdallah El-Faouly en un sitio de excavación en Egipto, Bushman se sintió abrumado por la codicia y ejecutó a todos los arqueólogos que lo acompañaban, incluido a El-Faouly. Spector intentó salvarlos, pero Bushman le disparó y lo dejó gravemente herido. Agonizando, Marc se arrastró hasta un templo cercano erigido en honor al dios egipcio Khonshu y se dispuso a suicidarse. El mismo Khonshu intervendría, otorgando a Spector una segunda oportunidad en la vida a cambio de convertirse en su avatar en la Tierra y llevar a cabo su deseo de vengarse de los criminales. Spector estuvo de acuerdo, con Khonshu resucitándolo y otorgándole un traje blindado y varios poderes a cambio, convirtiéndolo en el justiciero Moon Knight. 
Como Moon Knight, Spector sirvió diligentemente a Khonshu y mató a muchos criminales y malhechores bajo su nombre en todo el mundo. Arrepentido por el asesinato de El-Faouly, Spector conoció a su hija Layla, pero no pudo decirle la verdad sobre la muerte de su padre. Spector y Layla finalmente se casaron, y Layla lo acompañó durante sus aventuras como justiciero. Ante la sospecha de que Khonshu planeaba convertir a Layla en su próximo avatar, Spector se separó de ella para garantizar su protección. 
Spector terminó sobreviviendo a los eventos catastróficos del Blip incurrido por el señor de la guerra alienígena Thanos a principios de 2018,  y había emitido un nuevo pasaporte en diciembre de ese año. Para 2025, se entera de la muerte de su madre y en su shiva, Spector no se atrevió a entrar en su antiguo hogar para asistir a ella, a pesar de la insistencia de su padre. A causa del dolor y el trauma, Spector permitió que Grant asumiera el dominio general sobre su cuerpo, quien seguía sin darse cuenta de su condición de alter ego de su anfitrión. 

### Deteniendo a Arthur Harrow

#### Steven Grant conoce a su otro yo
Dos meses después, Grant se mudó a Londres, Inglaterra, y comenzó a trabajar como asistente de una tienda de regalos en el Museo Británico. Sin embargo, Grant todavía es susceptible a "apagones", durante los cuales Spector vuelve a tomar el control mientras Grant permanece reprimido en su psique. Una noche, Grant intenta mantenerse despierto, solo para caer accidentalmente en un sueño profundo y despertarse en un pueblo cerca de los Alpes austriacos; en medio de su sorpresa descubre que  posee un escarabajo antiguo. Un grupo de hombres lo comienza a perseguir y logra refugiarse en la ciudad cercana donde se encuentra con el fanático religioso Arthur Harrow, quien exige que le entregue el escarabajo. Grant escapa en un camión de cupcakes mientras los sicarios de Harrow lo persiguen; es salvado inesperadamente por una voz misteriosa y anticuada que se comunica con él, además de apagones donde de alguna manera de saca a sus enemigos. Grant finalmente se despierta durante la terrible experiencia para encontrarse de nuevo en su apartamento. Aunque inicialmente aliviado, pronto se da cuenta de que habían pasado dos días desde que se "desmayó" al notar varias rarezas en su residencia como el cambio de su pez y el haber faltado a una cita que iba a tener con una mujer. Al regresar a casa esa noche del trabajo, se da cuenta de una llave de una instalación de almacenamiento y un teléfono celular escondido en su apartamento, y llama a Layla, quien lo regaña por ignorar sus llamadas en el transcurso de varios meses, además de desconcertar a Grant cuando lo llama Marc. Al día siguiente, Grant se enfrenta a Harrow durante su turno, con varios testigos y personal de seguridad en el museo que se revelan a Steven como sus seguidores, y que todos sirven bajo el mando del demonio egipcio Ammit. Más tarde esa noche, en la búsqueda del escarabajo, Harrow convoca a un monstruo chacal para atacar a Grant en el museo. Grant huye del monstruo, pero queda acorralado en el baño. Spector emerge para ofrecer su ayuda a Grant inconscientemente, con el inicialmente reacio Grant complaciendo, lo que provocó su transformación en Moon Knight, quien procede a golpear salvajemente al monstruo hasta matarlo. 

#### Reconectando con Layla
Al día siguiente, Grant regresa al museo, solo para ser despedido luego de una revisión de las imágenes de seguridad del ataque de la noche anterior, que no muestra al monstruo ni a Moon Knight y solo a Grant "invadiendo" después de horas. Luego se dirige a una instalación de almacenamiento y usa la llave que encontró en su apartamento donde descubre las pertenencias de Spector, incluido el escarabajo con el que escapó escondido dentro de una bolsa de lona. En ese momento, el propio Spector "aparece" en un reflejo ante Grant, revelándose como el Avatar de Khonshu. Asustado, Grant huye de las instalaciones después de encontrarse con Khonshu, solo para encontrarse con Layla, quien se presenta como la esposa de Spector. Los dos van al piso de Grant, donde los agentes de policía Billy y Bobbi, que son seguidores secretos de Ammit y sirven como discípulos de Harrow, lo detienen por robar el escarabajo. Harrow lo lleva al escondite de su culto, revelando que era el avatar anterior de Khonshu hasta que eligió seguir a Ammit en su lugar, y que busca el escarabajo, que resulta ser una brújula para encontrar su tumba y resucitarla para que pueda purgar a la humanidad del mal; en ello, aparece Layla con el mismo. Agraviado, Harrow convoca a otro monstruo chacal para que los persiga. Justo cuando empuja a Grant fuera de la azotea del escondite, invoca su propio traje, para gran desconcierto de Spector. El chacal domina con éxito a Grant, lo cansa físicamente y hace que converse de mala gana y le ceda el control a Spector, quien se pone la armadura de Caballero Luna y mata a la bestia. Sin embargo, Khonshu pronto reprende a Spector por perder el escarabajo ante Harrow en medio del encuentro, y amenaza a Spector con la posibilidad de reclamar a Layla como su nuevo avatar, antes de enviarlo a Egipto. 

#### Localizando la tumba de Ammit
En El Cairo, Spector intenta en vano encontrar una pista sobre el paradero actual de Harrow, mientras que él y Grant continúan experimentando episodios de apagones momentáneos inusuales durante los cuales un tercer alter cuya existencia desconocen Spector y Grant, Jake Lockley, se hace cargo de su cuerpo, persiguiendo y matando a un grupo de seguidores de Harrow. Después de perder a uno de los adoradores de Ammit por suicidio, Khonshu provoca un eclipse solar, con la intención de convocar una audiencia del consejo de la Enéada y sus respectivos avatares. Spector es convocado a la Gran Pirámide de Guiza, donde Khonshu proyecta su acusación a Harrow por intentar buscar la tumba de Ammit y resucitar al demonio, a lo que el acusado niega falsamente cuando es convocado, apelando a la alma perturbada de Spector y cómo Khonshu lo manipula. 
Spector y Layla se reencuentran y con datos que le da el avatar de Hathor, Yatzil, visitan a Anton Mogart, un coleccionista que posee un sarcófago de un medjay que sabía dónde estaba la tumba de Ammit. Antes de que puedan usar el mapa de tela para localizar la tumba, Harrow llega y destruye el sarcófago. Después de una pelea con la gente de Mogart, Spector y Layla se adentran en el desierto, pero no pueden volver a unir las piezas del mapa. Spector, a regañadientes, deja que Grant se haga cargo y rápidamente vuelve a armar el mapa de constelaciones. Khonshu hace retroceder el cielo nocturno en el tiempo a la noche en que se hizo el mapa para que las ubicaciones de las estrellas coincidieran. Como resultado, Khonshu es encarcelado en un ushebti, lo que hace que Spector y Grant pierdan sus poderes. 

#### Encontrando al ushabti de Ammit
Después de escapar de los hombres de Harrow, Grant y Layla usan el mapa para encontrar la tumba. Toman suministros del campamento vacío de Harrow y encuentran una forma alternativa de ingresar a la tumba después de besarse, molestando a Spector. Se encuentran con monstruos momificados y Grant se separa de Layla mientras ambos intentan escapar. Se encuentra con un sarcófago y se da cuenta de que probablemente sea el deAlejandro Magno después de reconocer el idioma macedonio. Abre el sarcófago y alcanza la garganta de la momia donde encuentra el ushebti de Ammit. Layla, habiéndose encontrado con Harrow y atormentarla contándole lo que pasó con su padre, llega y se enfrenta a Spector exigiendo la verdad, tras lo cual Marc cuenta lo que pasó. Harrow y sus seguidores llegan y después de que Spector mata rápidamente a algunos de ellos, Harrow dispara a Spector dos veces en el pecho, matándolo. 

#### La Duat y el hospital psiquiátrico
Spector se despierta en un hospital psiquiátrico, poblado por personas en su vida y la de Grant, como su jefa en el museo o la misma Layla. Spector luego se encuentra en una oficina, donde Harrow aparece como un psiquiatra que aparentemente lo ayuda. Spector escapa y encuentra una habitación que contiene dos sarcófagos, uno de los cuales, contiene a Grant en un cuerpo separado. Spector y Grant se abrazan, salen del segundo sarcófago, que contiene a Lockley, y son recibidos por una mujer con cabeza de hipopótamo, que hace que Spector y Grant se asusten.  Después de esto, Spector comienza a cambiar entre dos realidades diferentes: con la mujer junto con Grant y en la oficina con el "Dr. Harrow". 
En la primera realidad, Grant identifica a la mujer como la diosa Taweret, quien explica que están muertos y que el "hospital psiquiátrico" es un barco que navega por la Duat, el inframundo egipcio. Taweret pesa sus corazones en la Balanza de la Justicia para determinar si pueden ingresar al Campo de Juncos, pero descubre que sus corazones están desequilibrados por recuerdos ocultos en el "hospital" que ella sugiere que exploren. Grant descubre la muerte de Randall y las acciones abusivas de Wendy, mientras que Spector le muestra un recuerdo de cómo se convirtió en Moon Knight y el avatar de Khonshu en la misión con Bushman. Spector y Grant intentan convencer a Taweret de que les permita volver al mundo de los vivos, y ella dirige el barco hacia las Puertas de Osiris. Spector le explica a regañadientes a Grant que, sin saberlo, lo creó como resultado del abuso de Wendy, y ambos se reconcilian. Las balanzas no logran equilibrarse, lo que hace que espíritus hostiles ataquen el bote y empujen a Grant por la borda, congelándolo en la arena. 
En la segunda realidad, Spector aparece en la oficina del "Dr. Harrow", quien intenta que Spector se calme diciendo que no le disparó y que su mente "vacila violentamente" entre las realidades. Harrow le dice que ha hecho una fantasía tranquilizadora de que es un superhéroe, pero le dicen repetidamente que no es médico. Harrow recapitula cómo Spector dijo que llegó a la oficina, específicamente que tuvo un encuentro con una hipopótamo parlante, preguntándole si cree que eso tiene sentido o no, a lo que Spector responde que es una tontería. Harrow le pide que continúe hablando sobre el niño pequeño del que estaba hablando antes de gritar, pero Spector agarra el pisapapeles del escritorio de Harrow, diciéndole que se siente muy bien ahora, y Harrow llama a los camilleros para sedar a Spector. Como resultado, vuelve a su conversación con Taweret. Cuando Grant le dice a Spector que si no le muestra el recuerdo que está ocultando, eso mantendrá su balanza desequilibrada y todos los que mueran, incluida Layla, serían culpa suya. Spector comienza a golpearse repetidamente en la cabeza, diciendo que Grant "no puedo hacerlo", lo que lo devuelve a la oficina de Harrow. Harrow le dice que está orgulloso de él por poder revivir sus recuerdos traumáticos y le pregunta si cree que creó a Grant para esconderse de las cosas horribles que ha hecho o si cree que Grant lo creó para castigar al mundo por lo que hizo su madre a él. Harrow le dice que la única forma de saberlo de verdad es abrirse a Grant. Después de que Spector confronta a Grant sobre la muerte de su madre, la negación de Grant lo lleva a la oficina de Harrow. Harrow se ofrece a llamar a su madre por él, pero se detiene cuando Grant acepta la muerte de su madre al no escuchar su voz. 
Después de que Grant se congela en la arena, la balanza se equilibra y Spector se encuentra en el Campo de Juncos. Decide dejarlo para perseguir a Grant, dándole un discurso sincero con el corazón, y se congela junto a él. Las puertas se abren y Spector y Grant resucitan con la ayuda de Taweret, mientras que Layla libera a Khonshu de su ushabti y lucha contra la ahora liberada Ammit.  

#### Batalla de los dioses
Spector y Grant se despiertan de nuevo en su cuerpo, lo que hace que Khonshu sienta su regreso y se vincule con ellos nuevamente, curando su cuerpo y restaurando sus poderes como Moon Knight y Mr. Knight. Layla descubre que pueden derrotar a Ammit atándola a un cuerpo mortal. Mientras Harrow, Ammit y sus seguidores comienzan a juzgar a todos en El Cairo, Spector, Grant, Layla como Scarlet Scarab (avatar de Taweret) y Khonshu llegan para enfrentarlos en la batalla. Spector y Grant trabajan juntos en la lucha contra Harrow mientras cambian sin problemas, hasta que Harrow los domina y casi los mata, pero experimentan un apagón repentino y vuelven a despertar para ver a Harrow brutalmente derrotado por una tercera identidad. 
Spector y Layla pueden sellar a Ammit en el cuerpo de Harrow, encarcelándola, y Khonshu insta a Spector a ejecutar a Harrow y Ammit. Spector se niega y le ordena a Khonshu que lo libere a él y a Grant de ser su avatar, lo cual hace. La pareja se encuentra en la oficina del "Dr. Harrow", donde rechazan la visión y eligen continuar su nueva vida juntos, despertando en el departamento de Grant en Londres. Más tarde, un Harrow lisiado en un psiquiátrico es sacado a una limusina antes de ser confrontado por Khonshu. Khonshu presenta a Lockley, quien luego dispara y mata a Harrow.

## Versiones alternativas
Otras versiones de Spector se representan en las realidades alternativas del multiverso MCU en la serie What If...?.

### Guerra Gamma
En un 2024 alternativo, Spector fue reclutado por Sam Wilson/Capitán América para unirse a él contra Apex Hulk y su ejército de engendros gamma. Durante la batalla de Nueva York, el luchó junto a Shang-Chi, Monica Rambeau, Bucky Barnes, Nakia y el Guardián Rojo usando el Protocolo Poderoso Vengador. Después de ser dominado, él y los demás vieron cómo Bruce Banner se convertía en Mega-Hulk para derrotar a Apex.

## Concepto y creación

### Antecedentes y desarrollo
El personaje debutó en Werewolf by Night #32 (agosto de 1975), escrito por Doug Moench con arte de Don Perlin y Al Milgrom, como un mercenario contratado por el Comité para capturar al personaje principal. El equipo creativo le dio a Moon Knight símbolos relacionados con la luna y armas plateadas (un metal venenoso para un hombre lobo) para marcarlo como un antagonista adecuado para el héroe hombre lobo. La historia de dos partes continúa en el n.º 33, cuando Moon Knight se da cuenta de que Russell es una víctima en lugar de un monstruo y decide ayudarlo. Luego apareció una visión demoníaca de Moon Knight en Werewolf by Night # 37 (marzo de 1976).
A los editores Marv Wolfman y Len Wein les gustó el personaje y decidieron darle una historia en solitario en Marvel Spotlight #28–29 (junio/agosto de 1976),  nuevamente escrita por Doug Moench con arte de Don Perlin. La historia, junto con Spectacular Spider-Man # 22–23 (septiembre/octubre de 1978) escrita por Bill Mantlo, reformula a Moon Knight como un personaje más heroico. Su asociación con el malvado Comité durante su primera aparición fue reconsiderada como una misión encubierta que emprendió para aprender más sobre los villanos.  Moon Knight volvió a actuar como un héroe en Marvel Two-in-One #52, escrito por Steven Grant con arte de Jim Craig. En The Defenders #47–51, Moon Knight se unió brevemente a los Defensores durante su guerra contra el Cartel del Zodiaco.
Moon Knight apareció en historias de respaldo recurrentes en Hulk! Magazine #11–15, #17–18 y #20, así como una historia en blanco y negro en la publicación de la revista Marvel Preview #21, todo escrito por Doug Moench. El artista Bill Sienkiewicz dibujó Moon Knight en Hulk!Magazine  los números 13 a 15, 17 a 18 y 20 de la revista crearon un nuevo aspecto para el personaje fuertemente influenciado por el arte de Neal Adams, quien en ese momento era más popular por su trabajo en Batman y Green Lantern/Green Arrow para DC comics. Esto, junto con los métodos de Moon Knight y la atmósfera de sus historias, cimentó la percepción entre algunos lectores de que él era la versión de Marvel de Batman.  Las copias de seguridad de Hulk y el número de Marvel Preview proporcionaron a Moon Knight una historia de origen parcial y presentaron a su hermano, el villano recurrente Randall Spector (que luego se convertiría en Shadow Knight).

### Casting y apariciones
En octubre de 2020, se informó que Oscar Isaac había comenzado las conversaciones para el papel de Marc Spector / Moon Knight y Steven Grant / Mr. Knight en la serie, y se informó que había sido elegido oficialmente para enero de 2021, con Marvel Studios confirmándolo en mayo de ese año. El comentarista de The Hollywood Reporter, Richard Newby, habló sobre el potencial de Isaac en el papel, y señaló que los recientes papeles principales de Isaac podrían atraer a audiencias que no están familiarizadas con el personaje a la serie, y que su etnia latina podría permitir un examen de la fe desde diferentes perspectivas, en lugar de tener el personaje se representará como un "hombre judío caucásico" como en los cómics. Después de su debut en la serie, se pretende que el personaje aparezca en futuras películas del MCU producidas por Marvel Studios.

### Diseño
El traje de Moon Knight consiste en una armadura y vendas del Antiguo Egipto, con símbolos similares a jeroglíficos en su capa, que cuentan con el juramento de Khonshu y están en un patrón repetido en el subrayado en una tela similar a una lámina. La cresta de la luna en su pecho, desde la cual genera sus dardos crecientes, también contiene el juramento de Khonshu, mientras que jeroglíficos adicionales en sus pantalones dicen "Levántate y vive de nuevo como mi puño de la venganza". Su diseño de vendaje de momia se basa en la versión Universe X del personaje de los cómics, y fue diseñado para evocar a Spector, dándole una cualidad sobrenatural y ayudando a diferenciarlo de los trajes de héroe de formación similar en el MCU que usan nanotecnología. Feige sugirió tomar el diseño del vendaje y combinarlo con el diseño más moderno del personaje en los cómics. Finalmente, optó por separar el traje en muchas capas y no convertirlo en una pieza moldeada con la pieza y la textura encima, ya que quería incorporar el simbolismo de Khonshu en su diseño. El traje de Moon Knight fue creado por FBFX en Londres y constaba de más de 803 piezas diferentes. Fue creado a partir de un material flexible "Euro jersey" y presentaba texturas y colores impresos en 3D para darle profundidad y textura.
Para Mr. Knight, Kasperlik creó un traje de tres piezas basado en su diseño en los cómics, con varios homenajes a Khonshu en el diseño. Agregó zapatillas diseñadas para modernizar el look.  Los botones de su chaleco muestran los símbolos de Khonshu.  También quería elegir una tela que no fuera blanca plana, que tuviera una textura y que no se "soplara" durante la filmación nocturna y pareciera "un malvavisco blanco corriendo por la pantalla", eligiendo un blanco sobre blanco tela texturizada con un lamé plateado.  La lógica detrás de los diseños de los trajes Moon Knight y Mr. Knight se inspiró en quién era cada identidad, qué aman y su imaginación. Con Grant "completamente alejado del mundo de los superhéroes", invoca un disfraz que se parece a un traje como Mr. Knight. Tanto el traje de Moon Knight como el de Mr. Knight contenían el símbolo de Khonshu. 

## Caracterización

### Marc Spector / Moon Knight
Cuando era niño, Marc Spector desarrolló un trastorno de identidad disociativo como resultado del abuso físico de su madre cuando su hermano se ahogó accidentalmente. Más tarde, Spector se unió a los marines y resultó gravemente herido en un trabajo como mercenario, siendo salvado por Khonshu, quien le otorgó sus habilidades de Moon Knight.

### Steven Grant / Mr. Knight
Steven Grant es presentado como una persona tímida, que deja que la gente lo presione, trabaja en la tienda de regalos de un museo y tiene un alto conocimiento de la mitología egipcia. Se convirtió en el alter de Spector cuando eran niños como resultado del abuso infantil por parte de su madre, quien culpó a Spector por la muerte de su hermano, como forma de que creciera feliz. Tiene acento británico como resultado de que Spector vio una película sobre un arqueólogo británico llamado Steven Grant, protagonista de Tomb Buster. A medida que aprende más sobre quién es Spector en realidad, comienza a ganar más confianza y está dispuesto a pelear mientras usa su traje de Mr. Knight.

### Jake Lockley
Jake Lockley es un chofer que asume el papel del avatar de Khonshu, después de que él aparentemente renuncia a su relación con Marc Spector y Steven Grant; ambos desconocen la existencia de Lockley. Se muestra que tiene las tendencias más violentas de cualquiera de los alters de Marc, como se ve cuando acompaña al rehabilitado Arthur Harrow a su limusina, antes de proceder a ejecutarlo con frialdad, complaciendo a Khonshu. Lockley también habla español con fluidez, un idioma que usa para amenazar a Harrow antes de matarlo.
Hablando sobre la decisión de presentar completamente a Lockley al final de la temporada, el escritor principal Jeremy Slater comentó que sabía que las personas familiarizadas con el canon de Moon Knight se dedicaron a encontrar las diversas alusiones hechas a su presencia a lo largo de los episodios anteriores, en lugar de centrarse en "todos los demás que no estén familiarizados con el personaje y la dinámica", al tiempo que se asegura de que la revelación final del personaje funcione como "satisfactorio para los recién llegados a la historia de Moon Knight".
Antes de la revelación completa de Lockley en el sexto episodio, su existencia fue objeto de teorías mediante la colocación de varias pistas y alusiones en episodios anteriores. Es decir, Slater citó los apagones de Spector y Grant en El Cairo durante los eventos del tercer episodio "The Friendly Type", así como el sarcófago tembloroso que presenciaron Spector y Grant mientras intentaban escapar de la sala psiquiátrica al final del cuarto episodio. "La Tumba".

### Armas y equipo
Marc Spector / Moon Knight usa dardos en forma de luna creciente que puede sacar del área del pecho de su traje, mientras que Steven Grant / Mr. Knight usa un par de porras.

## Recepción
Daniel Fienberg de The Hollywood Reporter describió a Steven como un "comediante tartamudo" y a Mark como "un profesional con garbo". Matt Fowler de IGN calificó la actuación de Isaac de "violenta y conmovedora" y también dijo que "Isaac lleva la mayor parte de Moon Knight con una representación maravillosa de dos mentes que viven en un solo cuerpo", y agregó: "A medida que avanza la historia y llegan las respuestas, Isaac con excelente maneja magistralmente todos los desafíos de actuación, ya sea discutiendo con la reflexión, enfrentándose a una criatura loca y rugiente o navegando por los "principios de organización" de su propia mente".

### Elogios
Isaac fue nominado a la categoría Mejor Héroe en los MTV Movie & TV Awards 2022.